# 広島市立沼田高等学校
広島市立沼田高等学校（ひろしましりつ ぬまた こうとうがっこう）は、広島県広島市安佐南区にある市立高等学校。

## 概要
全校生徒数は約900人である。2004年（平成16年）に創立20周年を迎え、それを記念に制服が一新された。
広島県内の公立高校で最も古くから体育コースを設置しているため「スポーツの沼田」といわれることもある。卒業生も各界で活躍しており、当校陸上部OBで箱根駅伝を走っている選手も多い。また、2006年（平成18年）度より、「沼田高校に新しい風が吹く」と称して、少人数制やフロンティアクラス（特別クラス）の設置などの改革が行われている。普通科体育コースでは普通コースと違うカリキュラムが組まれ、週に数時間専攻種目の授業がある。

## 所在地
西風新都に位置し周辺では新興住宅地の開発が進んでいる。アジア大会が開催され、現在サンフレッチェ広島のホームグラウンドである広島広域公園も近く、普通科体育コースの生徒はよく利用している。すぐ近くに沼田スマートインターが出来た。
近隣には広島市立大学と広島修道大学があり、後者とは地元中学校を含め、中高大連携教育としてNIE（Newspaper in Education）などが行われている。

## 沿革
- 1985年 - 開校。
- 1990年 - 普通科体育コース設置
- 1994年 - 創立10周年記念式典挙行
- 2004年 - 創立20周年記念式典挙行

## 校訓
「氣宇壮大」

## 部活動
- 文化系
吹奏楽部、演劇部、ESS部、放送部、茶華道部、科学部、美術部、書道部、生物園芸部。
- 体育系
陸上競技部、男子サッカー部、女子サッカー部、男子バレーボール部、女子バレーボール部、男子バスケットボール部、女子バスケットボール部、剣道部、男子テニス部、女子テニス部、弓道部、水泳部、卓球部、野球部、バドミントン部、体操競技部。

## 部活実績
- 演劇部全国大会出場

女子バレーボール部:春の高校バレー14回出場、インターハイ12回出場、全国高等学校バレーボール選抜優勝大会8回出場。
- 第59回全国高校総体
  - 水泳部‐女子50m自由形6位、100m自由形7位。
  - 陸上部‐男子400mリレー　準決勝進出。
  - 女子バレーボール部‐決勝トーナメント進出。
- 第61回国民体育大会
  - 水泳部‐少年少女B200m個人メドレー優勝、100m自由形8位。
  - 陸上部‐少年男子B走り幅跳び5位、200m6位。
  - 教職員‐成年男子30歳以上50m背泳ぎ優勝（大会3連覇）。
- 第25回広島県弓道選抜大会
  - 弓道部‐優勝（全国選抜大会出場決定）
- 広島県高校サッカー新人大会
  - サッカー部‐第一位（高円宮杯U-18サッカーリーグ プリンスリーグ出場決定）
- 第62回国民体育大会
  - 教職員‐成年男子30歳以上50m背泳ぎ優勝（大会4連覇）

## 著名な出身者

### スポーツ
- 石本慎（元サッカー選手）
- 実信憲明（元サッカー選手：FC神楽しまね 監督）
- 西河翔吾（サッカー選手：FCセリオーレ所属）
- 徳本一善（陸上選手：日清食品所属→モンテローザ所属 兼 駿河台大学駅伝部監督）
- 竹田沙希（元バレーボール選手：トヨタ車体クインシーズ）
- 金本望（元バレーボール選手：トヨタ車体クインシーズ）
- 森木かれん（バレーボール選手：ヴィクトリーナ姫路）
- 閑田千尋（バレーボール選手：群馬グリーンウイングス）

### 芸能
- 宮崎一成（声優：TABプロダクション所属）
- 中村吉兵衛（歌舞伎役者：中村吉右衛門 (2代目)門弟）
- 古田優児（タレント：東北楽天ゴールデンイーグルスのスタジアムDJ）
- 佐竹佑一（お笑いタレント：ボールボーイ解散後はピン芸人として活動）※ボールボーイ佐竹名義でも活動

## アクセス
- アストラムライン「伴駅」下車、徒歩約20分[1]
  - アストラムライン：本通・新白島・大町方面 - 上安 - 高取 - 長楽寺 - 伴駅 - 大原 - 大塚・広域公園前方面
- 「沼田高校」バス停下車
  - 70-4号線（広電バス[2] 平日のみ）：紙屋町・上安駅・高取駅・長楽寺駅方面 - 沼田高校
  - 戸山線（フォーブル[3]）：緑ヶ丘・くすの木台・大原駅方面 - 沼田高校
  - サンハイツ線（フォーブル）：サンハイツ・上安駅方面 - 沼田高校
- 「沼田PA」バス停下車、徒歩約5分
  - 75高速三段峡線（戸河内方面 広電バス）や千代田・三次方面の高速バス（備北交通・広島電鉄）が停車